# Brnói rassz

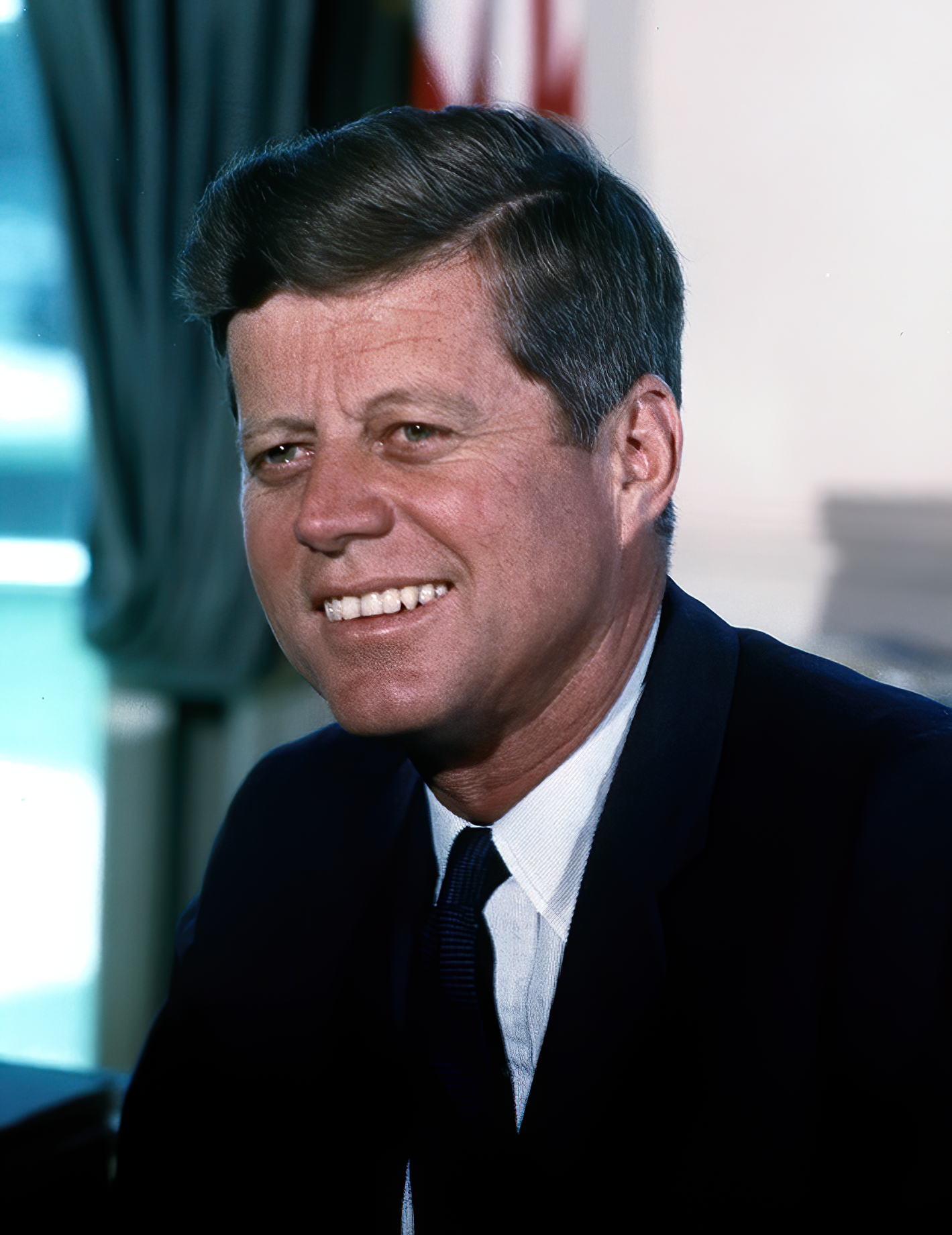
John Kennedy

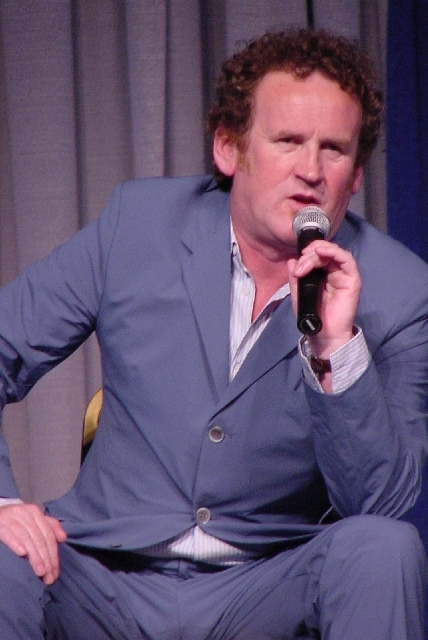
Colm Meaney

A brnói rassz egy antropológiai típus. Többnyire unredukált cro-magnoid. Brno városáról kapta a nevét, mivel ott találták meg felső paleolitikumi maradványait.

## Leírás
Széles vállak, nagy fej, erős csontozat és erős izomzat jellemzi. A bőrszín általában világos valamint a hajszín a sötétbarnától a szőkéig terjed, de gyakori a vörös haj is. A göndör haj ír jellegzetesség. Testalkata magas és mezomorf.

## Elterjedési terület
Többnyire Írországban (különösen Corkban és Kerry-ben) található meg. Kevert formájában fontos szerepet játszik Nagy-Britannia lakóinak arculatának kialakításában.